# Jack Kerouac
Jack Kerouac (født 12. marts 1922, død 21. oktober 1969) var amerikansk forfatter, digter, kunstner og en del af beatgenerationen. Selvom han havde stor publikumssucces men kun liden succes hos kritikere og anmeldere mens han levede, anses Kerouac nu som en af de vigtigste amerikanske forfattere. Han spontane bekendelsesprosa har inspireret andre forfattere, bl.a. Tom Robbins, Lester Bangs, Richard Brautigan, Hunter S. Thompson, Ken Kesey, Tom Waits og Bob Dylan. Kerouacs kendteste værker omfatter On the Road (dansk titel Vejene), The Dharma Bums, Big Sur og Visions of Cody.
I det meste af sit voksne liv rejste han enten rundt i USA eller boede hos sin mor. I et samfund under forandring ledte Kerouac efter sin egen plads, hvilket til sidst fik ham til at forkaste 1950'ernes værdier. Hans tekster afspejler ofte et ønske om at bryde ud af samfundets lænker og finde en mening med livet. Denne søgen har sikkert været medvirkende til hans eksperimenter med stoffer og hans rejser rundt i verden. Hans bøger får ofte æren for at have været medvirkende til 1960'ernes modkultur. Kerouac døde i en alder af 47 år af indre blødninger, som menes at være forårsaget af hans kroniske alkoholisme.

## Liv
Kerouac blev født som Jean-Louis Lebris de Kerouac i Lowell i staten Massachusetts af fransk-amerikanske forældre. Faderen Leo-Alcide Kerouac og moderen Gabrielle-Ange Lévesque kom begge fra provinsen Quebec i Canada og var som mange andre fra Quebec af deres generation emigreret til USA for at finde arbejde. Jack begyndte ikke at lære engelsk før 6-årsalderen. Hjemme talte han og forældrene Quebec-fransk. I en tidlig alder blev han mærket af storebroderen Gérards død, hvilket senere fik ham til at skrive bogen Visions of Gerard.
Som ung spillede han amerikansk fodbold på det lokale hold, og det førte til stipendier til Boston College og Columbia University. Kerouac brækkede benet det første år på universitetet og mistede derved stipendiet. Han flyttede sammen med en gammel kæreste, Edie Parker, i New York. Det var her, han mødte de mennesker, han skulle rejse verden rundt med, og som skulle optræde i mange af hans romaner, folk fra den såkaldte beatgeneration. Det var f.eks. Allen Ginsberg, Neal Cassady, John Clellon Holmes, Herbert Huncke og William S. Burroughs. Han meldte sig til handelsflåden i 1942. I 1943 meldte han sig til marinen men blev afskediget under 2. verdenskrig pga. hans mentale tilstand – han led af "ligegyldighed".
Mens han var på Columbia, fik Kerouac og Burroughs problemer med politiet, fordi de undlod at melde et mord, som deres ven Lucien Carr havde begået. Dette mord dannede grundlaget for den detektivroman, som de to arbejdede på i 1945 med titlen And the Hippos Were Boiled in Their Tanks. Når han var i land, boede Kerouac i New York sammen med venner fra universitetet. Han begyndte at skrive sin første roman, The Town and the City. Den udkom i 1950 under navnet "John Kerouac" og førte til en vis anerkendelse. I modsætning til hans senere værker, som var skrevet i hans beatstil, var The Town and the City meget påvirket af forfatteren Thomas Wolfe
Kerouac skrev hele tiden men kunne i seks år ikke finde noget forlag til sin næste roman. Idet han arbejdede ud fra tidligere udkast under arbejdstitlerne "The Beat Generation" og "Gone on the Road", skrev Kerouac det, der nu er kendt som On the Road i 1951. Han færdiggjorde den første version i løbet af tre uger, mens han var på benzedrin og kaffe. Det resulterede i den nu famøse papirrulle med On the Road. Hans skriveteknik var meget påvirket af jazz og af det berømte Joan Anderson-brev skrevet af Neal Cassady. Forlagene afviste bogen pga. dens eksperimenterende stil, og fordi den var positivt indstillet over for minoriteter og andre marginaliserede grupper i USA i 1950'erne. I 1957 købte Viking Press romanen og forlangte en del revideringer.
Bogen var i det store hele selvbiografisk og blev fortalt fra personen Sal Paradises synsvinkel. Bogen handler om Kerouacs køreture tværs over USA og i Mexico sammen med Neal Cassady, der var modellen for romanens Dean Moriarty. Kerouacs bog omtales ofte som den bog, der definerede efterkrigstidens beatgeneration, og Kerouac blev kaldt "beatgenerationens konge" – en betegnelse han aldrig fik det godt med, og som fik ham til at udtale: "Jeg er ikke nogen beatnik, jeg er katolik."
Kerouacs venskab med Allen Ginsberg, William S. Burroughs og Gregory Corso definerede en hel generation. I 1945 læste Kerouac Dwight Goddards Buddhist Bible, hvilket blev begyndelsen på hans fordyben sig i buddhismen. Dette og en del af hans oplevelser med Gary Snyder og andre digtere fra San Francisco er beskrevet i romanen The Dharma Bums, der foregår i Californien i 1958.
Kerouac udviklede også en slags venskab med Alan Watts (der kryptisk omtales som Arthur Wayne i Kerouacs roman Big Sur og som Alex Aums i romanen Desolation Angels. Kerouac mødte også den berømte japanske zen-buddhist D. T. Suzuki.
On the Road blev udgivet i 1957, og en anmeldelse i New York Times udråbte ham til en ny generations stemme. Kerouac blev hyldet som en stor amerikansk forfatter og repræsentant for beatgenerationen. Hans berømmelse kom som en overvældende og ukontrollerbar bølge, der i sidste ende førte til hans ruin.
John Antonellis dokumentarfilm fra 1985, Kerouac, the Movie, begynder og slutter med optagelser af Kerouac, der læser op fra On the Road og Visions of Cody i The Tonight Show i 1957. Kerouac virker intelligent, men genert. Værten Steve Allen spørger om Kerouac er nervøs. "Nej da", siger Kerouac, mens han sveder og fumler med fingrene.
Kerouac døde i 1969 dagen efter at være blevet indlagt med kraftige mavesmerter. Han døde i en alder af 47 af indre blødninger som et resultat af et liv med druk. Han boede på det tidspunkt sammen med sin tredje kone, Stella, og sin mor. Han ligger begravet i hjembyen Lowell.

## Karriere
Kerouac blev klar over, at han ville være forfatter allerede inden han var 10. Faderen havde et trykkeri og udgav Lowell Spotlight. Kerouac skrev ustandseligt og havde en notesbog med sig overalt. Hans breve til venner og familie var som regel lange og indeholdt mange detaljer om hans dagligdag og hans tanker.
Før han blev forfatter, havde han prøvet mange forskellige ting. Han var sportsjournalist på avisen Lowell Sun, bygningsarbejder, var i handelsmarinen og søværnet to gange. Under alt dette førte han en nomadetilværelse og havde ikke noget hjem selv. Han boede skiftevis hos sin mor og hos venner.

## Stil
Kerouac betragtes af mange som "beatgenerationens konge" og "hippiernes fader". Kerouacs metode var kraftigt påvirket af jazz, især af "bebop"-musikere som Charlie Parker, Dizzy Gillespie og andre. Senere brugte han også ideer, han udviklede via sine buddhiststudier. Han kaldte stilen "spontan prosa", og det var en litterær teknik, der minder om stream of consciousness. Kerouacs motto var "første idé = bedste idé", og man kan se denne tilgang i mange af hans romaner. Det centrale i denne skriveteknik var ideen om åndedrættet, improvisation af ord hen over bevidsthedens og sprogets underliggende strukturer og ikke at redigere et eneste ord (mange af hans værker blev dog redigeret af Donald Merriam Allen, der også redigerede en del af Ginsbergs værker). Forbundet med ideen om åndedrættet var også fjernelsen af punktummet, idet Kerouac foretrak at bruge en tankestreg i stedet.
Kerouac beundrede Gary Snyder meget, og mange af Snyders ideer påvirkede Kerouac. The Dharma Bums indeholder beskrivelser af en bjergbestigningstur, som Kerouac og Snyder tog på. Kerouac arbejdede som brandvagt i bjergene en sommer på Snyders anbefaling – en svær men i sidste ende udbytterig oplevelse, som Kerouac beskrev i romanen Desolation Angels.
Nogle mener, at Kerouacs skriveteknik ikke altid resulterede i prosa, der var livlig og energisk. Truman Capote sagde bl.a. om Kerouacs værker: "Han er ikke forfatter, han skriver bare på maskine." På trods en den slags kritik skal man huske på, at hvad Kerouac sagde om det at skrive, og hvad han rent faktisk skrev nu og da var forskelligt. Ifølge Carolyn Cassady og andre, som kendte ham, skrev han hele tiden tingene om. Nogle hævder, at hans stil slet ikke var spontan. Men man skal tage hensyn til, at op gennem 1950'erne prøvede Kerouac hele tiden på at få sine værker udgivet, og han var derfor nødt til at revidere sine manuskripter i forsøget på at få forlagene gjort interesserede, hvilket også er dokumenteret i hans breve (der i sig selv er et godt eksempel på hans stil. The Subterraneans (dansk titel De underjordiske) og Visions of Cody er nok de bedste eksempler på Kerouacs fritflydende spontane prosa.
Keouac var blandt andet inspireret af Alexandra David-Néels forfatterskab.

### Prosa
- Atop an Underwood: Early Stories and Other Writings (ISBN 0-670-88822-2)
- Visions of Gerard (ISBN 0-14-014452-8)
- Doctor Sax (ISBN 0-8021-3049-6)
- The Town and the City (ISBN 0-15-690790-9)
- Maggie Cassidy (ISBN 0-14-017906-2)
- Vanity of Duluoz (ISBN 0-14-023639-2)
- On the Road (ISBN 0-14-004259-8)
- Visions of Cody (ISBN 0-14-017907-0)
- The Subterraneans (ISBN 0-8021-3186-7)
- Tristessa (ISBN 0-14-016811-7)
- The Dharma Bums (ISBN 0-14-004252-0)
- Lonesome Traveler (ISBN 0-8021-3074-7)
- Desolation Angels (ISBN 1-57322-505-3)
- Big Sur (ISBN 0-14-016812-5)
- Satori in Paris (ISBN 0-394-17437-2, out of print; currently available in ISBN 0-8021-3061-5)
- Pic (ISBN 0-7043-1122-4, out of print; currently available in ISBN 0-8021-3061-5)
- Old Angel Midnight (ISBN 0-912516-97-6)
- Book of Dreams (ISBN 0-87286-027-2)
- Good Blonde & Others (ISBN 0-912516-22-4)
- Orpheus Emerged (ISBN 0-7434-7514-3)
- Book of Sketches (ISBN 0-14-200215-1)
- And the Hippos Were Boiled in Their Tanks (unpublished work; with William S. Burroughs)

### Lyrik
Tekst mangler, hjælp os med at skrive teksten

### Danske udgivelser
- Dharma bums – Roskilde Bogcafe, 2000 (ISBN 87-90524-18-7)
- De underjordiske – Hasselbach, 1958
- Vejene – Fremad, 1957 (genudgivet 1998 og 2008)[1] (ISBN 87-557-2186-9)

## Film
- What Happened to Kerouac? [2] – dokumentar om Jack Kerouac
- Pull My Daisy [3] – kortfilm fra 1959 med manuskript af Jack Kerouac
- Lowell hylder Kerouac : en film [4] – instrueret af Lars Movin og Steen Møller Rasmussen

## se også
- Lowell celebrates Keruac